# Itaspis evelinae
Itaspis evelinae är en plattmaskart som beskrevs av Ernst Marcus 1952. Itaspis evelinae ingår i släktet Itaspis och familjen Otoplanidae. Inga underarter finns listade i Catalogue of Life.